# جوديث لوف كوهن
جوديث لوف كوهن (بالإنجليزية: Judith Love Cohen)‏ هي مهندسة فضاء جوي أمريكية، ولدت في أغسطس 1933 في بروكلين في الولايات المتحدة، وتوفيت في 2016.